# Herb gminy Osie
Herb gminy Osie – symbol gminy Osie.

## Wygląd i symbolika
Herb przedstawia na tarczy w błękitnym polu złamaną oś wraz z kołami wozu konnego barwy złotej. Jest to herb mówiący, nawiązujący do nazwy gminy i legendy o założeniu wsi Osie. Według legendy, podróżujący przez Bory Tucholskie książę (tekst nie precyzuje, o jakiego konkretnie księcia chodzi) chcąc wyjechać z lasu przed nastaniem nocy (z obawy przed wilkami), zanadto popędził konie, w wyniku czego powóz utknął w błocie. Następnie konie szarpały pojazd, ale jedyne co osiągnęły to złamanie w nim osi. Książę na szczęście zauważył samotny dom, który jak się okazało należał do kołodzieja. Ten ugościł księcia, a powóz naprawił, za co otrzymał sowitą zapłatę i złamaną oś na pamiątkę. By upamiętnić te wydarzenia, powstałą nieopodal domu kołodzieja osadę nazwano Osie. Legendę odnośnie do pochodzenia nazwy Osie podał w 1904 roku Paul Behrend, nauczyciel i autor zbioru legend "Westpreussischer Sagenschatz".